# Gastropholis echinata
Gastropholis echinata är en ödleart som beskrevs av Cope 1862. Gastropholis echinata ingår i släktet Gastropholis och familjen lacertider. Inga underarter finns listade i Catalogue of Life.
Arten förekommer i västra och centrala Afrika från Liberia till Kongo-Kinshasa. Honor lägger ägg.